# Santorcaz
Santorcaz – miejscowość w Hiszpanii we wspólnocie autonomicznej Madryt, 50 km od Madrytu we wschodniej części wspólnoty. Miejscowość założona przez Iberów o nazwie Metercosa. Zabytki obejmują kościół San Torcuato i zamek Torremocha (XIV wiek).